# Brunellia velutina
Brunellia velutina, jedna od pedesetak vrsta iz roda Brunellia, porodica Brunelliaceae, dio reda ceceljolike. Kolumbijski endem iz departmana Chocó, Cundinamarca i Valle del Cauca.
Vrsta je opisana 1951.